# Interstate Highway 15
Interstate Highway 15, Interstate 15 eller bare I-15 er en nord-sydgående vej i Dwight D. Eisenhower National System of Interstate and Defense Highways i USA eller bare Interstate Highway System. Vejen er med sine 2.307 km den fjerdelængste nord-sydgående interstate. Vejen begynder i San Diego i Californien og går gennem staterne Californien, Nevada, Arizona, Utah, Idaho og Montana indtil den slutter ved den canadiske grænse nær Sweetgrass i Montana.
Siden vejen blev etableret har Californien, Nevada og Utah været blandt de, befolkningsmæssigt, hurtigst voksende områder i USA, hvilket har medført at pendlertrafikken på vejen er steget kraftigt siden anlæggelsen. Nyere tal viser, at over 75% af Utahs befolkning  og over 70% af Nevadas befolkning bor i områder, hvor I-15 er den vigtigste transportvej. Også i Californien benytter flere og flere pendlere vejen i deres daglige transport, ikke mindst fordi byerne Victorville og Barstow i Mojaveørkenen er i kraftig vækst. I disse stater er man i gang med eller overvejer at øge kapaciteten på vejen. 
I andre områder prøver man at aflaste vejen ved at anlægge offentlig transportmuligheder i stedet. Det er allerede sket i Los Angeles og i Salt Lake City. I Utah er konstruktionen af en jernbane langs Wasatch Range i gang, og der er planer om at anlægge en magnetbane til højhastighedstog mellem Los Angeles og Las Vegas. 
Som de fleste andre Interstates har også I-15 et antal hjælperuter, fx I-215 i Californien, I-215 i Nevada (ringvej rundt om Las Vegas), I-216 i Utah (ringvej om det centrale Salt Lake City), samt den korte I-315, der fører ind i Great Falls i Montana, hvor selve I-15 går uden om byen.

## Historie
Vejen blev påbegyndt i 1957, blandt andet for at styrke transporten af varer mellem det sydvestlige USA og Canada. Fra Las Vegas til den canadiske grænse er vejen en del af den såkaldte CANAMEX Corridor, en handelskorridor, som er oprettet som resultat af North American Free Trade Agreement, (en frihandelesaftale mellem USA, Canada og Mexico). 
Vejen blev anlagt langs langs den tidligere U.S. Highway 91. Da I-15 var færdig, blev U.S. 91 nedklassificeret og er ikke mere hovedvej, bortset fra et kort stykke i det nordlige Utah og sydlige Idaho, hvor I-15 i stedet blev anlagt langs U.S. 191.
Dele af vejen har haft andre formål, da de blev etablerede, fx at forbinde Inland Empire området i Californien med San Diego, og at forbedre mulighederne for californiske turister for at komme til Las Vegas, samt for at forbinde de større bymæssige områder i Utah med hinanden. I Idaho blev dele af vejen anlagt for at lave motorveje uden om byerne Pocatello og Idaho Falls, og i Montana for at etablere en motorvej rundt om Great Falls. 

## Rutebeskrivelse
Vejens sydlige ende ligger i San Diego, Californien, hvor I-15 og I-8 mødes 29 kilometer nord for grænsen til Mexico. Der er dog planer om at forlænge vejen, så den når I-5. Den nordlige ende af vejen ligger ved Sweetgrass i Montana ved den canadiske grænse. På den anden side af grænsen bliver vejen til Alberta Highway 4.

### Californien
Vejen følger på det første stykke ruterne fra de tidligere hovedveje U.S.Highway 91 og U.S. Highway 395. Fra byen Devore vest for Los Angeles følger vejen den historiske U.S. Highway 66 til Mojave River. På lange stykker af vejen følges denne af master med højspændingsledninger, der fører elektricitet fra Hoover dæmningen til til Los Angeles.
Vejen skulle oprindeligt have startet i San Bernadino, men ændringer i ruteplanen betød, at vejen i dag går helt uden om denne by. Til gengæld blev I-215 forlænget så den nu forbinder San Bernadino med I-15 i Devore. På sit forløb fra Devore mod nordøst til grænsen til Nevada passerer I-15 Victorville og Barstow. Vejen fortsætter gennem Mojave-ørkenen forbi spøgelsesbyen Callico, og ved Baker findes en frakørsel til et af verdens varmeste steder, Death Valley. Vejen passerer også den nu udtørrede Soda Lake, og gennem udkanten af Mojave Desert National Preserve. Kort før grænsen til Nevada passeres Mountain Pass i 1.442 meters højde o. havet. 

### Nevada
Ved grænsen til Nevada nær Primm ligger de første kasinoer. Herfra fører vejen ca. 75 km videre mod nordøst til Las Vegas som den går gennem ad Las Vegas Strip korridoren. Vejen fortsætter mod nordøst, og ved Mesquite passeres grænsen til Arizona. Hele strækningen i Nevada er kun ca. 200 kilometer og den forløber udelukkende inden for grænserne af Clark County. På en kort strækning går vejen gennem Moapa River Indian Reservation.

### Arizona
Strækningen, som I-15 løber gennem Arizona er endnu kortere, nemlig kun ca. 47 km. Vejen skærer det nordvestligste hjørne af staten og der er kun én frakørsel ved Beaver Dam. Vejen følger på denne strækning Virgin River og går blandt andet gennem Virgin River Gorge, hvor den løber i en snæver kløft mellem stejle bjergsider. Denne strækning af I-15 er den dyreste interstate strækning, der nogensinde er anlagt. 

### Utah
I-15 fører nord på op gennem Utah fra grænsen til Arizona. Fra omkring milepost 75 i Nevada til Cedar City i Utah er motorvejen klassificeret som Scenic Route. I-15 er den vigtigste nord-sydgående forbindelse i Utah. Vejen er den væsentligste pendlerrute for indbyggerne i Wasatch Front, et ca. 200 km langt, sammenhængende byområde i det centrale Utah. Ved byen Cove Fort begynder Interstate Highway 70, der er en øst-vestgående interstate, som slutter i Baltimore, Maryland. I Salt Lake City krydses I-80 (San Francisco til New York City), og de to interstates følges i omkring 5 km. I Ogden nord for Salt Lake City møder I-15 I-84, og de to følges til Tremonton, hvor I-84 drejer mod nordvest, mens I-15 fortsætter nord på. Lidt nord for Portage, fører vejen ind i Idaho.

### Idaho
Vejen fører stik nord gennem Idahos østlige del. Fra grænsen passeres byerne Pocatello, Blackfoot, og Idaho Falls inden vejen krydser grænsen til Montana. I Pocatello møder I-15 en af de kortere interstates, I-86 West. Denne starter i byen Declo, Idaho og slutter i Pocatello, en strækning på kun godt 100 km. Fra omkring Hamer, Idaho og videre ind i Montana, er vejen igen klassificeret som Scenic Route, og denne klassifikation bevares frem til Butte i Montana.

### Montana
I Montana har vejen officielt betegnelsen "Veterans Memorial Highway", og det samme gælder i øvrigt i Arizona og Utah
. Lige uden for Butte kryser interstaten I-90 (Seattle til Boston) og de to følges på en ganske kort strækning. Vejen fører gennem Butte og Helena, men lige uden om Great Falls. Fra omkring Wolf Creek til Great Falls følger I-15 Missourifloden. Fra Great Falls går vejen stort set stik nord til Sweetgrass (eller Sweet Grass) ved den canadiske grænse. 

## Større byer langs I-15
Denne oversigt tæller kun byer med over 30.000 indbyggere.
Californien: San Diego, Corona, Chino Hills, Ontario og Victorville.
Nevada: Las Vegas og North Las Vegas.
Arizona: ingen.
Utah: St. George, Provo, West Jordan, Sandy, Salt Lake City, Bountiful, Layton og Ogden.
Idaho: Pocatello og Idaho Falls. 
Montana: Butte og Great Falls. 

## Eksterne referencer
- Interstate 15 Guide Arkiveret 20. februar 2008 hos  Wayback Machine
- Intersate 15 statistik
- Interstate 15 fotogalleri